# Neomaenas reticulata
Neomaenas reticulata är en fjärilsart som beskrevs av Gustav Weymer 1911. Neomaenas reticulata ingår i släktet Neomaenas och familjen praktfjärilar. Inga underarter finns listade i Catalogue of Life.